# République du Don
Pour les articles homonymes, voir Don.
10 mai 1918 – 18 octobre 1920
Entités précédentes :
- Oblast de l’armée du Don

Entités suivantes :
- RSFSR
- RSSU

La république du Don (en russe : Донская Республика), puis territoire de la grande armée du Don (Всевеликое войско донское), était un État anti-bolchévique reconnu internationalement par les Empires centraux et formé à la suite de l'effondrement de l'Empire russe. Cet État exista du 10 mai 1918 au 18 octobre 1920.

## Historique
L'indépendance de la république du Don est proclamée par le gouvernement blanc sur le Don à la suite de la prise de contrôle de Novotcherkassk par les détachements Cosaques le 10 mai 1918. La proclamation a été approuvée par décision de l'Assemblée des Cosaques du Don le 15 septembre de la même année, succédant à l’éphémère république soviétique du Don. Elle prend fin en 1920 lors de la conquête du territoire par l'Armée rouge.

## Organisation

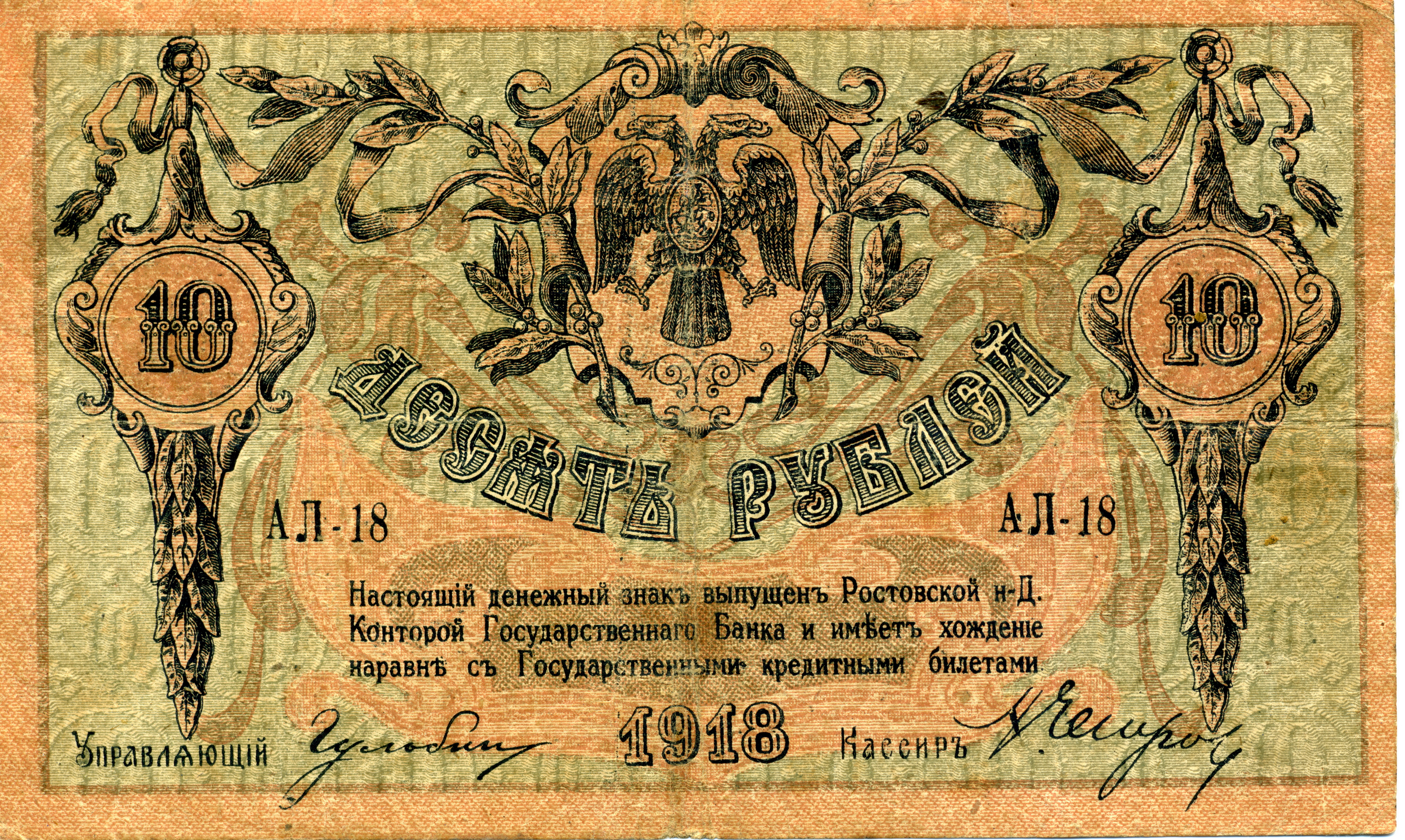
Billet de 10 roubles émis à Rostov-sur-le-Don en 1918.

Administrativement, la république du Don est composée du territoire de l'ancien oblast de l'armée du Don (division administrative de l’Empire russe), de la ville de Novotcherkassk comme sa capitale. Le territoire était divisé en dix okrougs, qui sont maintenant situés dans les oblasts de Rostov et Volgograd de la Russie moderne et dans les oblasts de Louhansk et Donetsk en Ukraine voisine. Politiquement, l'État était une république parlementaire, elle avait pour président Piotr Krasnov de 1918 à 1919 et Afrikan Bogaïevski de 1919 à 1920. La monnaie officielle était le « rouble du Don ».
Militairement, la république du Don était constitué de l'armée du Don et de la flottille du Don.

## Politique étrangère
La république du Don, qui se voyait dans la tradition des Cosaques libres d’avant Pierre le Grand, se trouvait en état de guerre contre les bolchéviques et d’alliance avec l’Armée des volontaires de Dénikine. Sous la direction de Krasnov, les liens avec le hetman Skoropadksy étaient amicaux, une fédération de l’Ukraine, du Kouban et du Don était même envisagée.